# Georg Wilhelm Bartholdy
Georg Wilhelm Bartholdy (* 27. August 1765 in Kolberg; † 26. Mai 1815 in Stettin) war ein deutscher Pädagoge, Zeitschriftenherausgeber und Schriftsteller.

## Leben
Bartholdy besuchte zunächst das Gymnasium in Kolberg und von 1780 bis 1783 das Akademische Gymnasium in Stettin. Er studierte anschließend an der Universität Halle bei Semler, Rösselt und Knapp, war von 1787 bis 1790 in dem Gedikeschen Seminar zur Bildung von Lehrern in Berlin und bis 1797 Lehrer am dortigen Gymnasium. Am 30. Juni 1797 wurde er als Lehrer für Mathematik und Physik an das (später Vereinigte Königliche und Stadt-) Gymnasium zu Stettin berufen. Er war zuletzt Schulrat und Direktor des pädagogischen Seminars. Er starb 1815 an Entkräftung.

## Werke

### Einzelschriften
- Ueber gesellschaftliches Elend. 1787.
- Versuch einer Sprachbildungslehre für Deutsche. 1816.

### Zeitschriften
- Wöchentliche Unterhaltungen über die Charakteristik der Menschheit. (mit Johann Friedrich Zöllner)
- Wöchentliche Unterhaltungen über die Erde und ihre Bewohner.
- Journal für den Gemeingeist.